# 弗拉季奇諾耶湖
58°17′43″N 27°48′22″E / 58.29528°N 27.80611°E
弗拉季奇諾耶湖（俄语：Владычное），是俄羅斯的湖泊，位於該國西北部，由普斯科夫州負責管轄，處於格多夫區，面積1.3平方公里，集水區面積779.3平方公里，平均水深3米，最大水深8米。